# كريشنيك غجاتا
كريشنيك غجاتا (بالألبانية: Kreshnik Gjata‏) (مواليد 23 يونيو 1983) هو سبّاح ألباني، مثّل بلاده في الألعاب الأولمبية الصيفية 2004.

## روابط خارجية
كريشنيك غجاتا على موقع الاتحاد الدولي للسباحة (الإنجليزية)
- كريشنيك غجاتا على موقع SwimRankings.net (الإنجليزية)
- كريشنيك غجاتا على موقع اللجنة الأولمبية الدولية (الإنجليزية)
- كريشنيك غجاتا على موقع أوليمبيديا (الإنجليزية)